# اليوم العالمي للطب البيطري
اليوم العالمي للطب البيطري (بالإنجليزية: World Veterinary Day)‏ يتم الإحتفال به في السبت الأخير من شهر أبريل كل عام  بقرار من الاتحاد العالمى للطب البيطري في بلجيكا منذ سنة 2000 وذلك  لتسليط الضوء على العمل المنقذ للحياة الذي يقوم به الأطباء البيطريون في جميع أنحاء العالم وتعزيزه. في كل عام ، يتم اختيار موضوع مختلف يساعد مالكي الحيوانات الأليفة على تذكر أهمية الجوانب المختلفة لرعاية الحيوانات، وكيف يمكن للأطباء البيطريين المساعدة، على سبيل المثال ضمان تحديث لقاحات حيوانك الأليف.